# Listă de regizori sloveni
Aceasta este o listă de regizori de film sloveni:

Cuprins: Început - 0–9 A B C D E F G H I J K L M N O P Q R S T U V W X Y Z

## A
- Vojko Anzeljc
- Vinci Vogue Anžlovar
- Franc Arko

## B
- Jože Babič
- Metod Badjura
- Milka Badjura
- Matjaž Berger
- Jože Bevc
- Boris Bezić
- Valo Bratina
- Jure Breceljnik
- Matjaž Brumen
- Franjo Bučar
- Janez Burger
- Ivica Buljan

## C
- Boris Cavazza
- Franci Cegnar
- Jože Cegnar
- Marjan Ciglič
- Jan Cvitkovič

## Č
- František Čap
- Tadej Čater

## D
- Anton Danilo
- Avgusta Danilova
- Vera Danilova
- Polde Dežman
- Saša Dobrila
- Janez Drozg
- Klemen Dvornik
- Vojko Duletič

## E
- Milan Erič

## F
- Matjaž Farič

## G
- Jože Gale
- Nejc Gazvoda
- Maruša Geymayer-Oblak
- Karpo Godina
- Milan Golob
- Mirko Grobler

## H
- Andrej Hieng
- Boštjan Hladnik
- Meta Hočevar
- Sebastijan Horvat
- Jasna Hribernik
- Emil Hrvatin

## I
- Rudolf Inemann
- Jaka Ivanc
- Matjaž Ivanišin

## J
- Ven Jemeršić
- France Jamnik

- Tomi Janežič
- Alen Jelen
- Dušan Jovanović
- Boris Jurjaševič

## K
- Haidy Kancler
- Jane Kavčič
- Matjaž Klopčič
- Aleksander Kogoj
- Herman Kokove
- Ivan Konda
- Mile Korun
- France Kosmač
- Andrej Košak
- Just Košuta
- Zora Košuta
- Damjan Kozole
- Mirč Kragelj
- Bratko Kreft
- Nataša Krhen
- Saša Kump
- Martin Kušej

## L
- Janez Lapajne
- Primož Lazar
- Igor Likar
- Milan Ljubić
- Matija Logar
- Jernej Lorenci
- Matevž Luzar
- Matjaž Latin

## M
- Edi Majaron
- Luka Marčetič
- Marjan Marinc
- Rene Maurin
- Andrej Mlakar
- Dušan Mlakar
- Varja Močnik
- Vinko Möderndorfer
- Viktor Molka
- Bogdan Mrovlje
- Miki Muster

## N
- Marko Naberšnik
- Barbara Novakovič Kolenc
- Mitja Novljan
- Tomo Novosel

## O
- Mitja Okorn

## P
- Boris Palčič
- Tomaž Pandur
- Igor Pediček
- Katja Pegan
- Jure Pervanje
- Žarko Petan
- Metod Pevec
- Janez Pipan
- Sašo Podgoršek
- Jože Pogačnik
- Matjaž Pograjc
- Branko Potočan
- Dušan Povh
- Robert Prebil
- Rado Pregarc
- Igor Pretnar
- Aiken Veronika Prosenc

## R
- Rajko Ranfl
- Vili Ravnjak
- Janko Ravnik
- Vlado G. Repnik
- Filip Robar Dorin

## S
- Mako Sajko
- Kolja Saksida
- Petra Seliškar
- Polona Sepe
- Franci Slak
- Jurij Souček
- Danijel Sraka
- Andrej Stopar
- Alojz Stražar
- Bojan Stupica

## Š
- Zvone Šedlbauer
- Osip Šest
- Igor Šmid
- Božo Šprajc
- Igor Šterk
- France Štiglic
- Tugo Štiglic
- Tomaž Štrucl

## T
- Vito Taufer
- Uroš Trefalt
- Anton Tomašič
- Iztok Tory
- Gregor Tozon
- Martin Turk

## V
- Sergej Verč

## W
- Robert Waltl
- Maja Weiss
- Hanna Antonina Wojcik-Slak

## Z
- Helena Zajc
- Jan Zakonjšek
- Barbara Zemljič
- Tijana Zinajić
- Damir Zlatar Frey
- Miran Zupanič
- Zdravko Zupančič
- Matjaž Zupančič

## Ž
- Dragan Živadinov
- Fran Žižek